# Pädiatrisches Dreieck
Das Pädiatrische Dreieck (engl. pediatric assessment triangle, kurz PAT) ist ein einfacher und leicht zu erlernender Beurteilungsalgorithmus zur Ersteinschätzung pädiatrischer Notfallpatienten, zum Beispiel im Rettungsdienst.
Der Untersucher konzentriert sich dabei auf
- das Verhalten und Aussehen,
- die Atmung und Atemarbeit und
- die Durchblutung der Haut.

Anhand der Ergebnisse dieser wenige Sekunden dauernden Ersteinschätzung ist eine schnelle Entscheidung abzuleiten, ob es sich im jeweiligen Fall um ein „krankes Kind“ oder ein „nicht-krankes Kind“ handelt, wobei unter „krank“ hier eine unmittelbare Bedrohung des Lebens verstanden wird.
Der „PAT“-Algorhithmus ist der Goldstandard in der prä- und intrahospitären Notfallversorgung von Säuglingen und Kindern. Sämtliche „Buchstaben“-Kurse lehren die Anwendung der PAT. Beispielsweise wird der „PAT“-Algorithmus von der American Academy of Pediatrics (AAP) im Kurskonzept „PEPP“ (Pediatric Education for Prehospital Professional) publiziert.